# گویدو کارلو گاتی
گویدو کارلو گاتی (ایتالیایی: Guido Carlo Gatti؛ ۲۹ آوریل ۱۹۳۸ – ۳ سپتامبر ۲۰۲۴) بازیکن بسکتبال اهل ایتالیا بود.
از جمله باشگاه‌هایی که وی در آنها بازی کرده‌است، می‌توان به باشگاه بسکتبال پالاسانسترو وارزه اشاره کرد.
 در سوم سپتامبر ۲۰۲۴، گویدو کارلو گاتی در سن ۸۶ سالگی درگذشت.